# Gejuelo del Barro
Gejuelo del Barro là một đô thị ở tỉnh Salamanca, phía tây Tây Ban Nha, cộng đồng tự trị Castile-Leon. Đô thị này có cự ly 45 kilômét so với thành phố tỉnh lỵ Salamanca và có dân số 50 người.

## Địa lý
Đô thị này có diện tích 43,33 km².
Đô thị này nằm ở khu vực có độ cao 808 mét trên mực nước biển.
Mã số bưu chính là 37114